# Idaea corsula
Idaea corsula là một loài bướm đêm trong họ Geometridae.